# رينو فلوينس
رينو فلوينس (بالانجليزية: Renault Fluence) هي سيارة عائلية صغيرة، تنتجها رينو الفرنسية لصناعة السيارات. بُنيت السيارة في مصنع "أوياك رينو" في بورصة، تركيا، ومصنع سانتا إيزابيل، في قرطبة، الأرجنتين، أمريكا اللاتينية. وبالنسبة للسوق الأسترالية، يتم الحصول على فلوينس من مصنع رينو سامسونج موتورز في بوسان، كوريا الجنوبية.
في 12 يوليو 2016، كشفت رينو النقاب عن فلوينس - ميغان سيدان (إيف) 

## التصميم

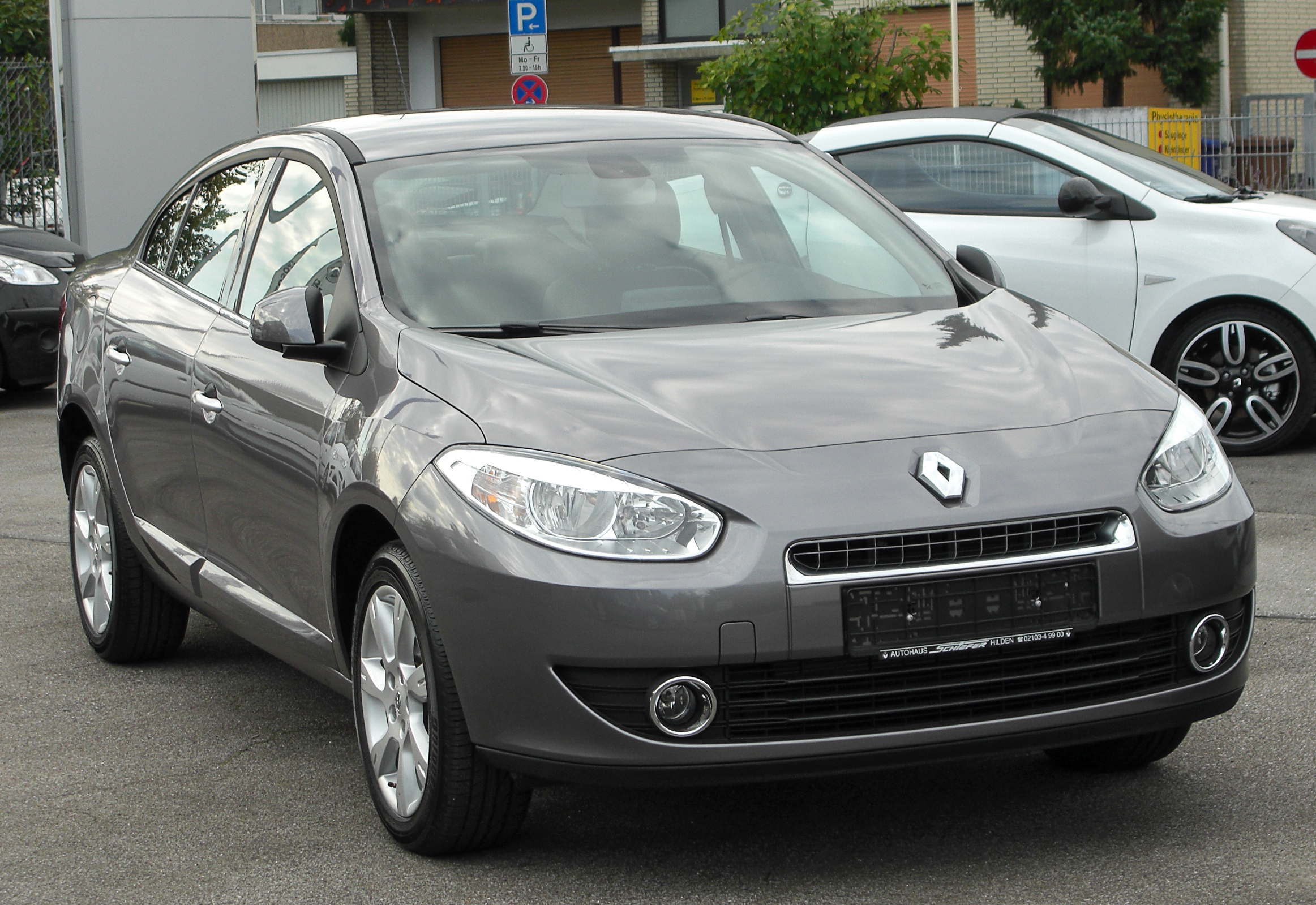
رينو فلوينس

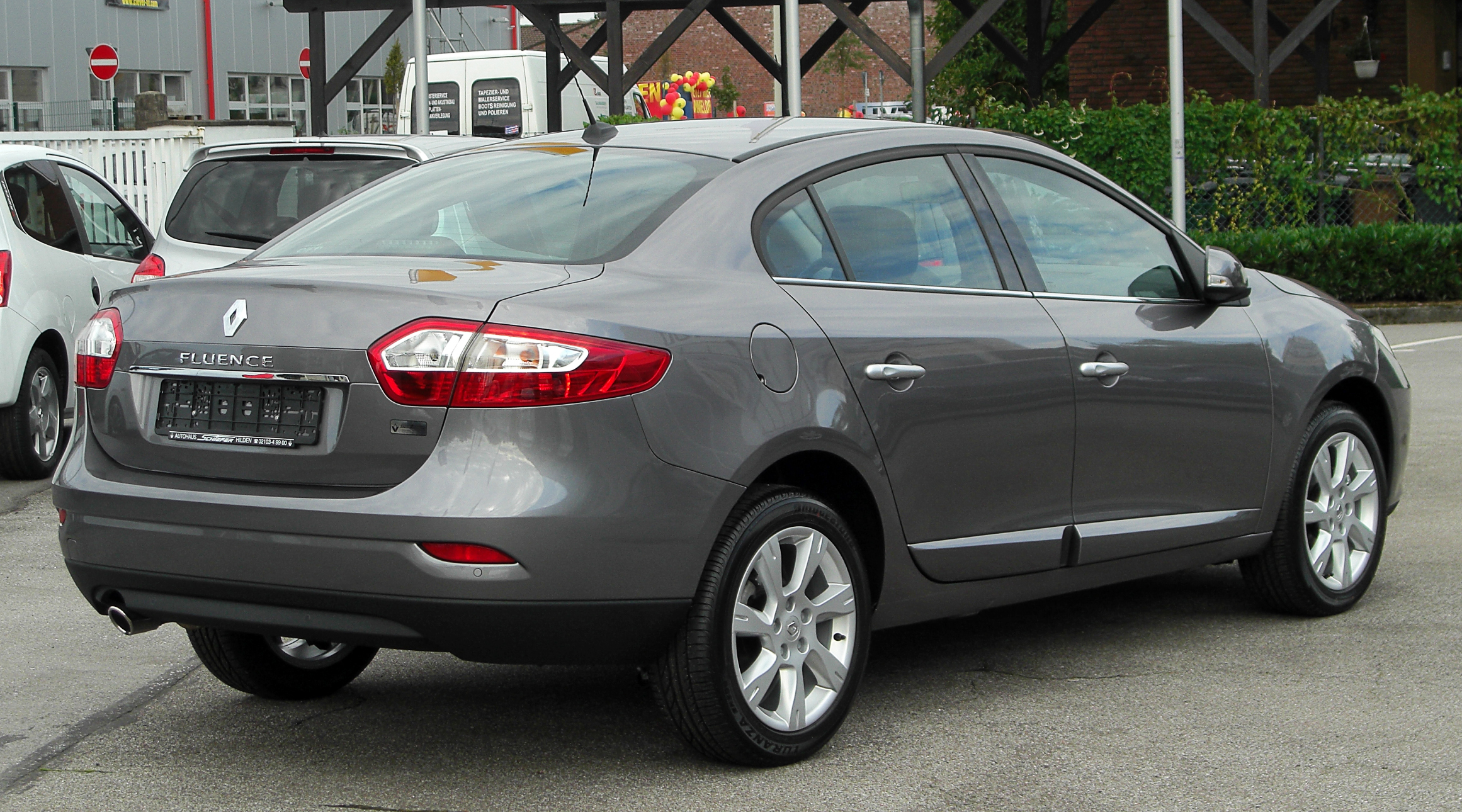
رينو فلوينس

كشف النقاب عن فلوينس في أغسطس 2009، تستند فلوينس على منصة رينو / نيسان C ‏ ولكن حجمها هو بين فئة سيارات الصالون المدمجة العائلية C والفئة الفوق متوسطة.
مجموعة ميغان ظهرت «ثلاثة مربع» نوشباك سيدان البديل حتى عام 2008، ولكن هناك اقبال كبير علي شراءها، وفي نهاية ذلك العام، تم تقديم ميغان الثالث، لم يكن هناك نسخة الشق الخلفي. إنها الفجوة في نطاق عن طريق إزالة هذا النموذج من الجهة اليسرى Franco- الإسبانية تجميعها مجموعة ميجان أن فلوينس يملأ في تلك الأسواق في قلب أوروبا الغربية للشركة، مثل فرنسا وإيطاليا وبلجيكا وايرلندا، ومنذ أغسطس 2010، ألمانيا، حيث تقدمه رينو.
و رينو فلوينس أيضا كما رينو سامسونج SM3 ‏. عرضت سيارة رينو سامسونج لأول مرة في معرض سيول للسيارات ‏ في أبريل 2009، وتم بيع سيارة رينو فلوينس التي تم إعادة بيعها في نوفمبر 2009.
وقد تم تقديم هذا النموذج لأول مرة مع اثنين من محركات البنزين: 1.6 لتر 110 حصان (82 كيلوواط) و 2 لتر 140 حصان (104 كيلوواط) التي يمكن الحصول على كفت اختياري. وقد تم تجهيز البديل الديزل مع محرك DCI 1.5 ليتر، وعرضت في 85 و 90 و 105 و 110 حصان الإصدارات (82 كيلوواط)، مزودة جسيمات مرشح الديزل ‏، ومع الإصدار 110 حصان (82 كيلوواط) المجهزة لرينو الجديدةالمزدوجة مخلب، ودعا إدك (كفاءة المزدوج مخلب). A رينو سبورت ‏ قد عرضت نسخة في الأرجنتين والبرازيل، واسمه فلوينس GT، وذلك باستخدام 2.0 لتر 180 حصان (134 كيلوواط) يدعى رينو أشكال التعبير الثقافي التقليدي 180 المرتبطة 6 سرعات علبة التروس اليدوية. يبدأ وزن كبح 1.5 لتر من دسي من 1145 كجم ومحركات البنزين 1.6 لتر، 2 لتر يبدأ من 1056، 1080 كجم.

### تجميل الوجه

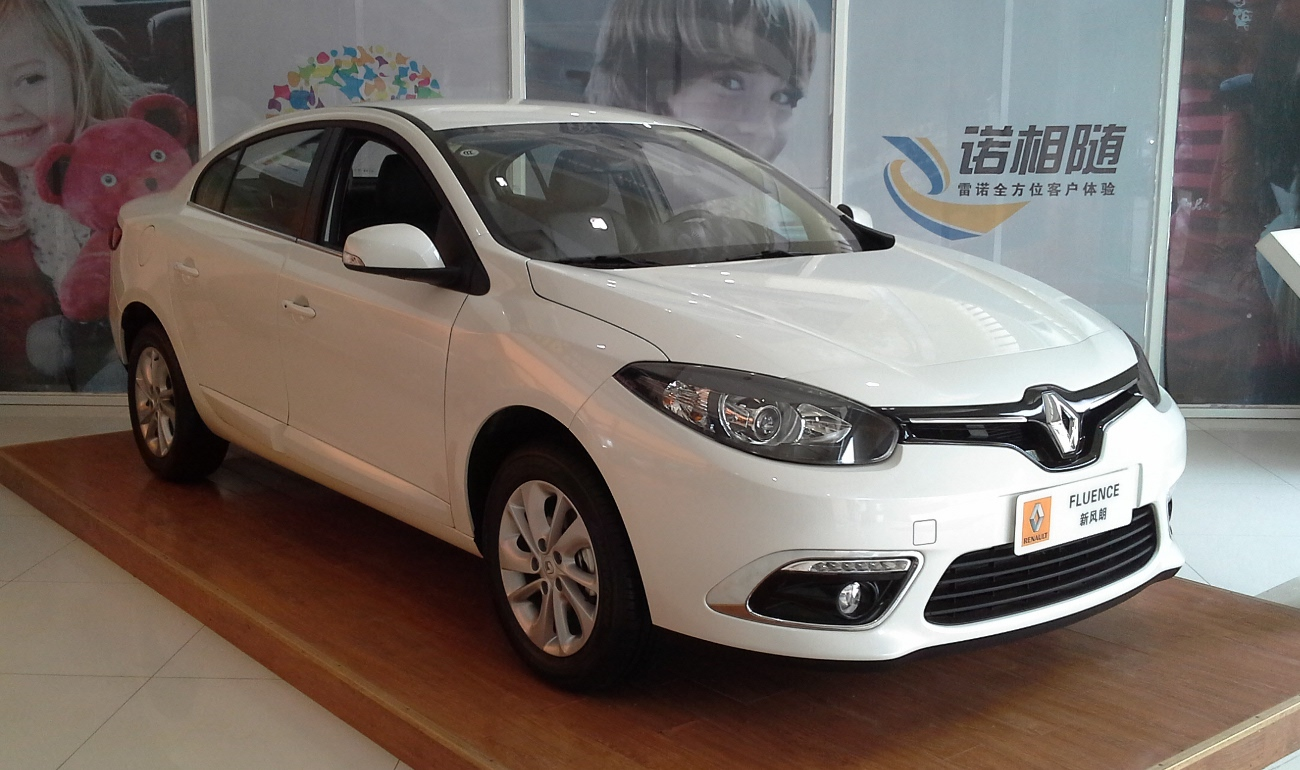
رينو فلوينس تجميل الوجه

اعتبارا من عام 2012، كان رينو فلوينس فاسيليفتيد، خلال معرض إسطنبول للسيارات. مع الشبكة الجديدة رينو مصبغة، والمصابيح الأمامية نمط الإسقاط القياسية وبعض التغييرات الطفيفة. في عام 2015 تم الإعلان عن نموذج فاسيليفتد مع مجموعة ضوء جديدة في العمق، بما في ذلك أضواء الفرامل ليد. 

## الإصدار العالمي

### الشرق الأوسط وشمال أفريقيا
بدأت رينو بيع سيارة فلوينس في دول مجلس التعاون الخليجي، مثل الإمارات العربية المتحدة، كنموذج لعام 2011. كانت السيارة مستوردة من كوريا الجنوبية، وتوفرت بنوعين من المحركات:
محرك سعة 1.6 لتر، متصل بناقل حركة يدوي أو ناقل حركة CVT.
محرك سعة 2.0 لتر مع ناقل حركة CVT.. 

### مصر
طرحت مجموعة رينو-نيسان محرك HR16DE في سيارة فلوينس المباعة في مصر. ينتج المحرك قوة 114 حصانًا (112 حصانًا ميكانيكيًا) ويتصل بناقل حركة CVT.

### الصين
منذ عودة رينو إلى السوق الصينية في عام 2009، توفر الشركة سيارة فلوينس المجمعة في كوريا الجنوبية.

### المكسيك
تبيع رينو سيارة فلوينس في المكسيك بثلاثة مستويات تجهيز، جميعها مزودة بمحرك سعة 2.0 لتر. تأتي السيارة مع خيارين لناقل الحركة:
ناقل حركة يدوي بـ 6 سرعات.
ناقل حركة CVT أوتوماتيكي.

### ماليزيا
بدأت رينو بيع سيارة فلوينس في ماليزيا في مايو 2014، حيث يتم تجميعها محليًا بواسطة شركة TC Euro Cars. تأتي السيارة بمحرك سعة 2.0 لتر وناقل حركة CVT أوتوماتيكي.

## فلوينس زي
المقال الرئيسي: رينو فلوينس زي ‏
كشفت رينو عن سيارة كهربائية تعمل بالبطارية من طراز فلوينس خلال معرض فرانكفورت للسيارات 2009. تعد هذه السيارة جزءًا من برنامج رينو Z.E. للسيارات الكهربائية رينو زي ‏ من السيارات الكهربائية. في نفس المعرض، أعلنت شركة بيتر بليس الإسرائيلية أن سيارة رينو فلوينس زي ستكون أول سيارة كهربائية مزودة ببطارية قابلة للتحويل متوفرة على شبكة محطات شحن البطارية التي كانت قيد التطوير في إسرائيل. 
وقد تم تجهيز فلوينس ZE ‏ ببطارية ليثيوم-أيون بسعة 22 كيلوواط/ساعة مما يتيح مدى قيادة يصل إلى 160 كيلومترًا (99 ميلًا)، بسرعات تصل إلى 135 كم / ساعة (84 ميلا في الساعة). ومن المقرر مبيعات ZE فلوينس لعام 2011 في إسرائيل، الدنمارك وبقية أوروبا، ولعام 2012 في باقي العالم مثل آسيا. في نهاية عام 2013، أعلنت رينو أن فلوينس Ze توقفت أن تصنع في تركيا. يتم إنتاجها مع شارة رينو سامسونج لمنطقة آسيا والمحيط الهادئ فقط.

## مفهوم
في عام 2004، قدمت رينو كوبيه كوبيه رباعية الأبواب مفهوم ، واسمه فلوينس والمصممة من قبل المصمم رينو ثم باتريك لي كيمنت ‏ ، بلغ طول السيارة مماثلاً لطول سيارة رينو لاجونا .  تم الكشف عنها في 4 يونيو 2004 في حدث لويس فويتون كار إليغانس كلاسيك في إنجلترا، وفي مونديال دي l'أوتوموبيل 2004 ‏ .
تتميز سيارة فلوينس بمصابيح أمامية من نوع LED من شركة فاليو، تتغير زواياها حسب وضعية عجلة القيادة. ومن أبرز جوانب التصميم الخارجي، الجزء الخلفي على شكل حرف V الذي يوفر وصولًا غير تقليدي إلى صندوق الأمتعة.فإن المكبس المفصلي الذي يتم تركيبه في وسط غطاء الجذع ينزلق إلى السطح. أما داخل الصندوق، فهو مغطى بقماش 'مارغو الأحمر'، وتبلغ سعته 396 لترًا.
في الداخل، يتم تثبيت كل مقعد على السكك الحديدية واحدة. يتم تثبيت ذراع—تقع على الأبواب أيضا إلى السكك الحديدية، وأرفقت إلى تعديل المقاعد. لوحة القيادة مماثلة لأحد راليز تاليسمان ‏ . لديه عصا التحكم بحيث يمكن للسائق الوصول إلى وظائف مختلفة من السيارة وعرضها على شاشة لد قابل للسحب .
وشاركت العديد من العلامات التجارية، بما في ذلك ميشلان و ريكارو ، مع تطوير فلوينس. على سبيل المثال، ساهمت ميشلان بالإطارات مع تقنية باكس (على غرار رونفلات)، وصنعت الأدوات بس 22[ بحاجة إلى توضيح ] في العجلات الهوائية الهوائية، وطور ريكارو المقاعد.